# Entebbe (película)
Entebbe (titulada 7 Days in Entebbe en Estados Unidos) es una película de crimen y suspenso de 2018 dirigida por José Padilha y escrita por Gregory Burke. El filme retrata la historia de la Operación Entebbe, una operación antiterrorista de rescate de rehenes de 1976. La película es protagonizada por Rosamund Pike y Daniel Brühl. Fue estrenada en Estados Unidos el 16 de marzo de 2018 y en el Reino Unido el 11 de mayo de 2018.
Entebbe es la cuarta película en dramatizar los eventos de la Operación Entebbe, luego de las película para televisión estadounidenses Victory at Entebbe (1976) y Raid on Entebbe (1977) y la película israelí Mivtsa Yonatan (1977). Adicionalmente, la película de 2006 El último rey de Escocia la incluye como una subtrama, y la película de 1986 The Delta Force retrata una operación ficticia basada en parte en la Operación Entebbe.

## Sinopsis
En julio de 1976, varios soldados israelíes intentan rescatar a los 240 pasajeros de un avión que iba de Tel Aviv a París hasta que fue secuestrado por terroristas palestinos y dirigido al aeropuerto de Entebbe, en Uganda.

## Argumento
El  vuelo 139 de Air France de Tel Aviv a París es secuestrado por terroristas alemanes y palestinos en junio de 1976 después de una escala en Atenas. Los dos alemanes, Brigitte Kuhlmann y Wilfried Böse, miembros de las Células revolucionarias, estaban previamente con dos hombres del Frente Popular para la Liberación de Palestina en un campo de entrenamiento en Yemen, entrenados para esta acción y preparados para no mostrar compasión. Secuestraron deliberadamente un avión de Air France porque acusan a Francia de haber ayudado a Israel a fortalecer su ejército. Entre otras cosas, quieren liberar a 40 palestinos encarcelados en Israel. Los secuestradores obligan al capitán a detenerse en Bengasi para repostar. Desde allí, la aeronave puede seguir volando sin ser molestada. Finalmente, obligan al piloto a aterrizar en el aeropuerto de la ciudad ugandesa de Entebbe.
A la mañana siguiente, los rehenes son llevados a una terminal vacía en el aeropuerto. Allí los recibe personalmente al presidente de Uganda, el dictador Idi Amin, quien apoya a los secuestradores. Los alemanes custodian a los secuestrados mientras los palestinos inician negociaciones con Israel.
El primer ministro israelí Isaac Rabin, que actualmente preside una reunión del gabinete en Jerusalén, recibe un mensaje informándole del secuestro y del hecho de que hay 83 israelíes a bordo. Él y el Secretario de Defensa, Shimon Peres, se enteran de una pasajera británica que fue liberada porque fingió estar embarazada, y que dos de los secuestradores son alemanes.
Peres aboga por el uso de las fuerzas armadas, incluso si los soldados o rehenes mueren en el proceso y, como resultado, surgen complicaciones diplomáticas. Rabin cree que sería más prudente negociar, pero no ve otra forma de mantener la raison d'etat y está de acuerdo.
Cuando el gobierno israelí, en contra de su política anterior, señala su disposición a negociar para engañar a los secuestradores, liberan a un gran número de rehenes. Hay una disputa entre los secuestradores porque los israelíes deben ser seleccionados y tomados como rehenes. Entre ellos se encuentra una anciana a la que Wilfried Böse reconoce como una ex prisionera de un campo de concentración por el número de campo tatuado en su brazo. Él es reacio a adoptar este enfoque porque le recuerda la selección de los judíos entre los Nacionalsocialistas y no quiere que lo tomen por un nazi. El piloto de la máquina secuestrada se niega a abandonar a los rehenes israelíes y se queda con toda la tripulación en la terminal.
Mientras tanto, el servicio de inteligencia israelí está planeando rescatar a los rehenes con una unidad especial de las Fuerzas de Defensa de Israel. Después de que se evalúan las imágenes de satélite, el general  Motta Gur recomienda el despliegue y el gabinete aprueba la operación de liberación, llamada " Operación Thunderbolt". Aviones de transporte israelíes aterrizan en Entebbe por la noche sin el conocimiento del gobierno de Uganda. La unidad especial se acerca a la terminal en una limusina negra disfrazada de coche estatal de Idi Amin. Los soldados asaltan el edificio, se involucran en un tiroteo con los soldados ugandeses y disparan a todos los secuestradores. Cuatro rehenes mueren, pero 102 pueden ser liberados.
Durante la campaña de liberación, una representación teatral de danza con la canción tradicional de Pascua "Echad Mi Yodea"  tiene lugar. Entre los bailarines se encuentra la novia del soldado Zeev Hirsch, quien en este mismo momento en Entebbe está arriesgando su vida por la liberación de sus compatriotas.

## Análisis de la película

### Antecedentes históricos

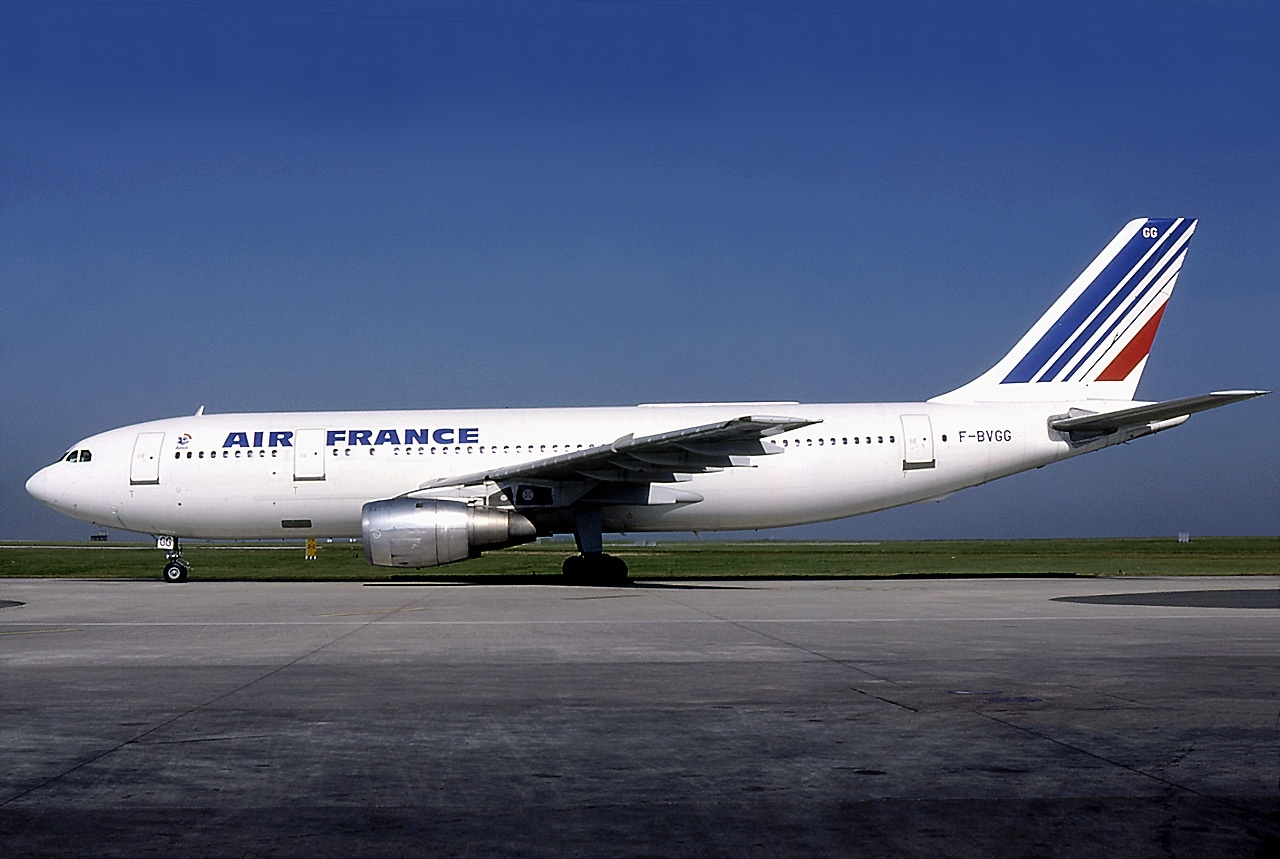
El avión Airbus A300 en París, 1980 (vuelo 139 de Air France) secuestrado, años después en el aeropuerto Charles de Gaulle en 1980. El avión continuó operativo hasta el 2009

La película cuenta la historia del secuestro de un avión de pasajeros de Air France en junio de 1976 y la posterior operación de liberación militar Operación Entebbe en el Aeropuerto de Entebbe, la antigua capital de Uganda. El secuestro lo llevaron a cabo terroristas palestinos y alemanes. Los soldados de élite israelíes volaron sin ser reconocidos a Entebbe, donde permanecieron un total de sólo 90 minutos. 102 rehenes, en su mayoría israelíes, y la tripulación de Air France finalmente volaron a Israel después de una escala en Kenia. Los siete secuestradores presentes murieron durante la operación de rescate. Tres de los últimos 105 rehenes, unos 20 soldados ugandeses y un oficial de las fuerzas israelíes murieron en tiroteos.

### Título de la película y género y estructura de la película
La película se representó como un drama político clásico y un thriller de secuestros y toma prestado el estilo de la década de 1970, que fue el apogeo de los thrillers políticos. Pone en primer plano los conflictos dentro de los grupos individuales, como las discusiones entre los terroristas sobre la elección de los medios, las implicaciones morales especiales para que los alemanes vuelvan a poner en peligro a los judíos, y las deliberaciones en el liderazgo israelí sobre qué víctimas son las víctimas. necesario, para dejar el estado de Israel ileso. La película cambia constantemente de perspectiva, muestra la situación desde los ojos del gobierno israelí, los terroristas, los rehenes desesperados y los soldados israelíes en el campo de entrenamiento.

## Reparto
- Rosamund Pike como Brigitte Kuhlmann.
- Daniel Brühl como Wilfried Böse.
- Lior Ashkenazi como Isaac Rabin.
- Mark Ivanir como Motta Gur.
- Denis Ménochet como Jacques Le Moine.
- Eddie Marsan como Shimon Peres.
- Ben Schnetzer como Zeev Hirsch.
- Peter Sullivan como Amos Eran.
- Andrea Deck como Patricia Martel.
- Brontis Jodorowsky como el Capitán Michel Bacos.
- Angel Bonanni como Yonatan Netanyahu.
- Nonso Anozie como Idi Amin.
- Vincent Riotta como Dan Shomron.
- Yiftach Klein como Ehud Barak.
- Natalie Stone como Leah Rabin.
- Trudy Weiss como Dora Bloch.
- Michael Lewis como el Alcalde Muki Betser.

## Producción
El 11 de febrero de 2016, fue anunciado que José Padilha dirigiría Entebbe para Working Title Films y Studio Canal, desde un guion de Gregory Burke. El 29 de julio de 2016, Rosamund Pike, Daniel Brühl y Vincent Cassel se unieron para interpretar a los protagonistas de la película, aunque Cassel finalmente no participó.
La fotografía principal comenzó el 14 de noviembre de 2016 en Malta, y la producción también tomó lugar en el Reino Unido Un secuestro real tuvo lugar durante la filmación en el Aeropuerto Internacional de Malta.

## Estreno
La película se estrenó el 19 de febrero de 2018 en el 68.º Festival Internacional de Cine de Berlín. Fue estrenada en Estados Unidos el 16 de marzo de 2018, y en Reino Unido el 11 de mayo de 2018.

### Promoción
Un avance inicial de  Entebbe  fue lanzado el 7 de diciembre de 2017, usando la canción de 1971 "I'd Love to Change the World" by the band Ten Years After.

## Recepción
Entebbe recibió reseñas mixtas de parte de la crítica y de la audiencia. En la página web Rotten Tomatoes, la película obtuvo una aprobación de 25%, basada en 100 reseñas, con una calificación de 5.2/10, mientras que de parte de la audiencia tuvo una aprobación de 43%, basada en 515 votos, con una calificación de 2.9/5.
Metacritic le dio a la película una puntuación 49 de 100, basada en 29 reseñas, indicando "reseñas mixtas". En el sitio web IMDb los usuarios le han dado una calificación de 5.8/10, sobre la base de 2196 votos. En la página FilmAffinity tiene una calificación de 5.4/10, basada en 209 votos.